# Симеонова, Недялка
Недя́лка Димитро́ва Симео́нова (болг. Недялка Димитрова Симеонова; 2 декабря 1901, Хасково, Болгария — 14 марта 1959, Париж, Франция) — болгарская скрипачка и педагог.

## Биография
Родившись в семье музыканта, получила домашнее музыкальное образование. Была ребёнком-вундеркиндом. С 8 лет выступала в различных городах Старого и Нового света. С 1913 года выступала как солистка и ансамблистка. В 1914—1920 годах совершенствовалась у Густава Хафемана в Дрездене, а в 1921—1923 годах — у Леопольда Ауэра в Нью-Йорке. Много гастролировала в разных странах, в том числе и в СССР. В 1933—1939 годах — концертмейстер оркестра Кооперативного театра (театр оперетты) в Софии. В 1946—1959 годах — профессор по классу скрипки Болгарской консерватории. Выступала с сольными концертами. В её репертуаре были произведения многих европейских и болгарский композиторов. Среди постоянно исполняемых были скрипичные концерты Бетховена, Брамса, Глазунова, Владигерова. Играла на итальянской скрипке «Гальяно», подаренной ей одним из болгарских филантропов.
Её сын Димитр Симеонов (род. 1932) — известный музыкант и педагог.

## Память
- С 1971 года в родном городе скрипачки Хасково проводится ежегодный фестиваль Музикальные дни Недялки Симеоновой (болг. Музикални дни „Недялка Симеонова“).

## Награды
- 1950 — Заслуженный артист НРБ
- 1950 — Димитровская премия